# Kennebunkport (condado de York)
Kennebunkport es un lugar designado por el censo ubicado en el condado de York en el estado estadounidense de Maine. En el Censo de 2010 tenía una población de 1.238 habitantes y una densidad poblacional de 154,09 personas por km².

## Geografía
Kennebunkport se encuentra ubicado en las coordenadas 43°21′42″N 70°27′53″O / 43.36167, -70.46472. Según la Oficina del Censo de los Estados Unidos, Kennebunkport tiene una superficie total de 8.03 km², de la cual 7.65 km² corresponden a tierra firme y (4.77%) 0.38 km² es agua.

## Demografía
Según el censo de 2010, había 1.238 personas residiendo en Kennebunkport. La densidad de población era de 154,09 hab./km². De los 1.238 habitantes, Kennebunkport estaba compuesto por el 98.79% blancos, el 0.08% eran afroamericanos, el 0.08% eran amerindios, el 0.32% eran asiáticos, el 0% eran isleños del Pacífico, el 0.24% eran de otras razas y el 0.48% pertenecían a dos o más razas. Del total de la población el 0.89% eran hispanos o latinos de cualquier raza.